# Deelnemers UEFA-toernooien Polen
Onderstaande tabellen bevatten de deelnemers aan de UEFA-toernooien uit  Polen.

## Mannen
NB Klikken op de clubnaam geeft een link naar het Wikipedia-artikel over het betreffende toernooi in het betreffende seizoen.
| Seizoen | Europacup I         | Europacup II                                                    | Jaarbeursstedenbeker                           |                                    |
| ------- | ------------------- | --------------------------------------------------------------- | ---------------------------------------------- | ---------------------------------- |
| 1955/56 | Gwardia Warschau    |                                                                 |                                                |                                    |
| 1956/57 | Legia Warschau      |                                                                 |                                                |                                    |
| 1957/58 | Gwardia Warschau    |                                                                 |                                                |                                    |
| 1958/59 | Polonia Bytom       |                                                                 |                                                |                                    |
| 1959/60 | ŁKS Łódź            |                                                                 |                                                |                                    |
| 1960/61 | Legia Warschau      |                                                                 |                                                |                                    |
| 1961/62 | Gornik Zabrze       |                                                                 |                                                |                                    |
| 1962/63 | Polonia Bytom       | Zagłębie Sosnowiec                                              |                                                |                                    |
| 1963/64 | Gornik Zabrze       | Zagłębie Sosnowiec                                              |                                                |                                    |
| 1964/65 | Gornik Zabrze       | Legia Warschau                                                  |                                                |                                    |
| 1965/66 | Gornik Zabrze       |                                                                 |                                                |                                    |
| 1966/67 | Gornik Zabrze       | Legia Warschau                                                  |                                                |                                    |
| 1967/68 | Gornik Zabrze       | Wisła Kraków                                                    |                                                |                                    |
| 1968/69 |                     | Gornik Zabrze                                                   | Legia Warschau                                 |                                    |
| 1969/70 | Legia Warschau      | Gornik Zabrze                                                   | Gwardia Warschau Ruch Chorzów                  |                                    |
| 1970/71 | Legia Warschau      | Gornik Zabrze                                                   | GKS Katowice Ruch Chorzów                      |                                    |
| Seizoen | Europacup I         | Europacup II                                                    | UEFA Cup                                       |                                    |
| 1971/72 | Gornik Zabrze       | Zagłębie Sosnowiec                                              | Legia Warschau Zagłębie Wałbrzych              |                                    |
| 1972/73 | Gornik Zabrze       | Legia Warschau                                                  | Ruch Chorzów Zagłębie Sosnowiec                |                                    |
| 1973/74 | Stal Mielec         | Legia Warschau                                                  | Gwardia Warschau Ruch Chorzów                  |                                    |
| 1974/75 | Ruch Chorzów        | Gwardia Warschau                                                | Gornik Zabrze Legia Warschau                   |                                    |
| 1975/76 | Ruch Chorzów        | Stal Rzeszów                                                    | Śląsk Wrocław Stal Mielec                      |                                    |
| 1976/77 | Stal Mielec         | Śląsk Wrocław                                                   | GKS Tychy Wisła Kraków                         |                                    |
| 1977/78 | Śląsk Wrocław       | Zagłębie Sosnowiec                                              | Gornik Zabrze Odra Opole Widzew Łódź           |                                    |
| 1978/79 | Wisła Kraków        | Zagłębie Sosnowiec                                              | Lech Poznań Śląsk Wrocław                      |                                    |
| 1979/80 | Ruch Chorzów        | Arka Gdynia                                                     | Stal Mielec Widzew Łódź                        |                                    |
| 1980/81 | Szombierki Bytom    | Legia Warschau                                                  | Śląsk Wrocław Widzew Łódź                      |                                    |
| 1981/82 | Widzew Łódź         | Legia Warschau                                                  | Szombierki Bytom Wisła Kraków                  |                                    |
| 1982/83 | Widzew Łódź         | Lech Poznań                                                     | Śląsk Wrocław Stal Mielec                      |                                    |
| 1983/84 | Lech Poznań         | Lechia Gdańsk                                                   | Widzew Łódź                                    |                                    |
| 1984/85 | Lech Poznań         | Wisła Kraków                                                    | Pogoń Szczecin Widzew Łódź                     |                                    |
| 1985/86 | Gornik Zabrze       | Widzew Łódź                                                     | Lech Poznań Legia Warschau                     |                                    |
| 1986/87 | Gornik Zabrze       | GKS Katowice                                                    | Legia Warschau Widzew Łódź                     |                                    |
| 1987/88 | Gornik Zabrze       | Śląsk Wrocław                                                   | GKS Katowice Pogoń Szczecin                    |                                    |
| 1988/89 | Gornik Zabrze       | Lech Poznań                                                     | GKS Katowice Legia Warschau                    |                                    |
| 1989/90 | Ruch Chorzów        | Legia Warschau                                                  | GKS Katowice Gornik Zabrze                     |                                    |
| 1990/91 | Lech Poznań         | Legia Warschau                                                  | GKS Katowice Zagłębie Lubin                    |                                    |
| 1991/92 | Zagłębie Lubin      | GKS Katowice                                                    | Gornik Zabrze                                  |                                    |
| Seizoen | Champions League    | Europacup II                                                    | UEFA Cup                                       | Intertoto Cup                      |
| 1992/93 | Lech Poznań         | Miedź Legnica                                                   | GKS Katowice Widzew Łódź                       |                                    |
| 1993/94 | Lech Poznań         | GKS Katowice                                                    |                                                |                                    |
| 1994/95 | Legia Warschau      | ŁKS Łódź                                                        | GKS Katowice Gornik Zabrze                     |                                    |
| 1995/96 | Legia Warschau      | GKS Katowice                                                    | Widzew Łódź Zagłębie Lubin                     | Gornik Zabrze Pogoń Szczecin       |
| 1996/97 | Widzew Łódź         | Ruch Chorzów                                                    | Hutnik Kraków Legia Warschau                   | ŁKS Łódź Zagłębie Lubin            |
| 1997/98 | Widzew Łódź ->      | Legia Warschau                                                  | Widzew Łódź Odra Wodzisław                     | <- Odra Wodzisław Polonia Warschau |
| 1998/99 | ŁKS Łódź ->         | Amica Wronki                                                    | ŁKS Łódź Polonia Warschau Wisła Kraków         | Ruch Chorzów                       |
| Seizoen | Champions League    | UEFA Cup                                                        | Intertoto Cup                                  |                                    |
| 1999/00 | Widzew Łódź ->      | Widzew Łódź Amica Wronki Lech Poznań Legia Warschau             | Polonia Warschau                               |                                    |
| 2000/01 | Polonia Warschau -> | Polonia Warschau Amica Wronki Ruch Chorzów Wisła Kraków         | Zagłębie Lubin                                 |                                    |
| 2001/02 | Wisła Kraków ->     | Wisła Kraków Legia Warschau Pogoń Szczecin Polonia Warschau     | Dyskobolia Grodzisk W. Zagłębie Lubin          |                                    |
| 2002/03 | Legia Warschau ->   | Legia Warschau Amica Wronki Polonia Warschau Wisła Kraków       | Zagłębie Lubin                                 |                                    |
| 2003/04 | Wisła Kraków ->     | Wisła Kraków Dyskobolia Grodzisk W. GKS Katowice Wisła Płock    | Odra Wodzisław Polonia Warschau                |                                    |
| 2004/05 | Wisła Kraków ->     | Wisła Kraków Amica Wronki Lech Poznań Legia Warschau            | Odra Wodzisław                                 |                                    |
| 2005/06 | Wisła Kraków ->     | Wisła Kraków Dyskobolia Grodzisk W. Legia Warschau Wisła Płock  | Lech Poznań Pogoń Szczecin                     |                                    |
| 2006/07 | Legia Warschau ->   | Legia Warschau Wisła Kraków Wisła Płock Zagłębie Lubin          | Lech Poznań                                    |                                    |
| 2007/08 | Zagłębie Lubin      | Dyskobolia Grodzisk W. GKS Bełchatów                            | Legia Warschau                                 |                                    |
| 2008/09 | Wisła Kraków ->     | Wisła Kraków Lech Poznań Legia Warschau                         | Cracovia Kraków                                |                                    |
| Seizoen | Champions League    | Europa League                                                   |                                                |                                    |
| 2009/10 | Wisła Kraków        | Lech Poznań Legia Warschau Polonia Warschau                     |                                                |                                    |
| 2010/11 | Lech Poznań ->      | Lech Poznań Jagiellonia Białystok Ruch Chorzów Wisła Kraków     |                                                |                                    |
| 2011/12 | Wisła Kraków ->     | Wisła Kraków Jagiellonia Białystok Legia Warschau Śląsk Wrocław |                                                |                                    |
| 2012/13 | Śląsk Wrocław ->    | Śląsk Wrocław Lech Poznań Legia Warschau Ruch Chorzów           |                                                |                                    |
| 2013/14 | Legia Warschau ->   | Legia Warschau Lech Poznań Piast Gliwice Śląsk Wrocław          |                                                |                                    |
| 2014/15 | Legia Warschau ->   | Legia Warschau Lech Poznań Ruch Chorzów Zawisza Bydgoszcz       |                                                |                                    |
| 2015/16 | Lech Poznań ->      | Lech Poznań Jagiellonia Białystok Legia Warschau Śląsk Wrocław  |                                                |                                    |
| 2016/17 | Legia Warschau ->   | Legia Warschau Cracovia Kraków Piast Gliwice Zagłębie Lubin     |                                                |                                    |
| 2017/18 | Legia Warschau ->   | Legia Warschau Arka Gdynia Jagiellonia Białystok Lech Poznań    |                                                |                                    |
| 2018/19 | Legia Warschau ->   | Legia Warschau Gornik Zabrze Jagiellonia Białystok Lech Poznań  |                                                |                                    |
| 2019/20 | Piast Gliwice ->    | Piast Gliwice Cracovia Kraków Lechia Gdańsk Legia Warschau      |                                                |                                    |
| 2020/21 | Legia Warschau ->   | Legia Warschau Cracovia Kraków Lech Poznań Piast Gliwice        |                                                |                                    |
| Seizoen | Champions League    | Europa League                                                   | Europa Conference League                       |                                    |
| 2021/22 | Legia Warschau      | 0                                                               | Pogoń Szczecin Raków Częstochowa Śląsk Wrocław |                                    |

### Deelnames
Aantal seizoenen
| 42x Legia Warschau 23x Lech Poznań 22x Górnik Zabrze 17x Wisła Kraków 14x Ruch Chorzów 14x Widzew Łódź 12x GKS Katowice 12x Śląsk Wrocław 10x Zagłębie Lubin 08x Polonia Warschau 06x Pogoń Szczecin 06x Zagłębie Sosnowiec | 05x Amica Wronki 05x Gwardia Warschau 05x Jagiellonia Białystok 05x Stal Mielec 04x Cracovia Kraków 04x Dyskobolia Grodzisk W. 04x ŁKS Łódź 04x Piast Gliwice 03x Odra Wodzisław 03x Wisła Płock | 02x Arka Gdynia 02x Lechia Gdańsk 02x Polonia Bytom 02x Szombierki Bytom 01x GKS Bełchatów 01x Hutnik Kraków 01x Miedź Legnica 01x Odra Opole 01x Raków Częstochowa 01x Stal Rzeszów 01x GKS Tychy 01x Zagłębie Wałbrzych 01x Zawisza Bydgoszcz |

## Vrouwen
NB Klikken op de clubnaam geeft een link naar het Wikipedia-artikel over het betreffende toernooi in het betreffende seizoen.
| Seizoen | Women's Cup         |
| ------- | ------------------- |
| 2001/02 | KS AZS Wrocław      |
| 2002/03 | KS AZS Wrocław      |
| 2003/04 | KS AZS Wrocław      |
| 2004/05 | KS AZS Wrocław      |
| 2005/06 | KS AZS Wrocław      |
| 2006/07 | KS AZS Wrocław      |
| 2007/08 | UKS Gol Częstochowa |
| 2008/09 | KS AZS Wrocław      |
| Seizoen | Champions League    |
| 2009/10 | RTP Unia Racibórz   |
| 2010/11 | RTP Unia Racibórz   |
| 2011/12 | RTP Unia Racibórz   |
| 2012/13 | RTP Unia Racibórz   |
| 2013/14 | RTP Unia Racibórz   |
| 2014/15 | KKPK Medyk Konin    |
| 2015/16 | KKPK Medyk Konin    |
| 2016/17 | KKPK Medyk Konin    |
| 2017/18 | KKPK Medyk Konin    |
| 2018/19 | Górnik Łęczna       |
| 2019/20 | Górnik Łęczna       |
| 2020/21 | Górnik Łęczna       |
| 2021/22 | Czarni Sosnowiec    |

### Deelnames
07x KS AZS Wrocław
05x RTP Unia Racibórz
04x KKPK Medyk Konin
03x Górnik Łęczna
01x Czarni Sosnowiec
01x UKS Gol Częstochowa
Albanië ·
Andorra ·
Armenië ·
Azerbeidzjan ·
België ·
Bosnië en Herzegovina ·
Bulgarije ·
Cyprus ·
Denemarken ·
Duitsland ·
Engeland ·
Estland ·
Faeröer ·
Finland ·
Frankrijk ·
Georgië ·
Gibraltar ·
Griekenland ·
Hongarije ·
Ierland ·
IJsland ·
Israël ·
Italië ·
Kazachstan ·
Kroatië ·
Kosovo ·
Letland ·
Liechtenstein ·
Litouwen ·
Luxemburg ·
Malta ·
Moldavië ·
Montenegro ·
Nederland ·
Noord-Ierland ·
Noord-Macedonië ·
Noorwegen ·
Oekraïne ·
Oostenrijk ·
Polen ·
Portugal ·
Roemenië ·
Rusland ·
San Marino ·
Schotland ·
Servië ·
Slovenië ·
Slowakije ·
Spanje ·
Tsjechië ·
Turkije ·
Wales ·
Wit-Rusland ·
Zweden ·
Zwitserland

Historie:
DDR ·
Joegoslavië ·
Saarland ·
Sovjet-Unie ·
Tsjecho-Slowakije